# Алманчиково
Алма́нчиково (чув. Алманчӑ) — село в Батыревском муниципальном округе Чувашcкой Республики России.

## Название
Согласно наиболее лингвистически обоснованной этимологии, слово Алманчă означает сборщика налогов, податей.

## Инфраструктура
- средняя школа,
- детский сад,
- модельная библиотека,
- отделение «Почты России»,
- отделение «Сбербанка» № 4440/023,
- ПАО «Агрофирма им. Ленина»,
- мельничный комплекс,
- швейный цех,
- Богоявленская православная церковь,
- народный краеведческий музей[3],
- сельский дом культуры.

## История
О возникновении д. Алманчиково Буинского уезда существует несколько легенд. Все они сводятся к тому, что основателями деревни являются жители деревни Алманчино, которая в настоящее время входит в Красноармейский район Чувашской Республики. В начале XIX в. д. Алманчиково входила в Батыревскую волость. В ней было 55 дворов, в которых проживали 151 мужчина и 171 женщина. В «Экономических примечаниях» (1798—1821 гг.) указано также её местоположение по течению речки Шихердан на левой стороне. Население составляли «из чувашей новокрещенных казённого ведомства крестьян и служилых татар», которые состояли на положенном казённом окладе. Землю обрабатывали всю на себя, к чему они радетельные, и кроме хлебопашества промыслов никаких не имеют, почему и в зажитках средственны. Женщины же кроме полевой работы упражняюлись в рукоделиях: пряли лён, посконь, ткали холсты для своего употребления и на продажу.
В 50-60 годы XVIII века часть жителей деревни переселилась в д. Новую Таябу современной Самарской области.
В начале XX в. численность жителей возросла. В селе Алманчикове в 154 дворах проживали 475 мужчин и 468 женщин. В селе находились церковь и церковно-приходская школа.
До революции 1917 года Алманчиково входило в Тимбаевскую волость Буинского уезда Симбирской губернии. В начале XIX века некоторое время входило в Батыревскую волость. Жителями села основано село Сойгино Алатырского района.
В 1928 году 8 семей переселившись на берег р. Карлы основали пос. Ырлых (чув. Ырлăх) с одноимённым колхозом. В тот год был бурелом и новоселам разрешили этот материал использовать. Колхоз работал хорошо, на р. Карле была построена малая ГЭС. В 1964 году колхозы были укрупнены, населённый пункт был объявлен неперспективным. Имущество колхоза было перевезено на центральную усадьбу. Постепенно жители переселились обратно в с. Алманчиково.
Расположено на левом берегу р. Сугуты.

## Органы власти

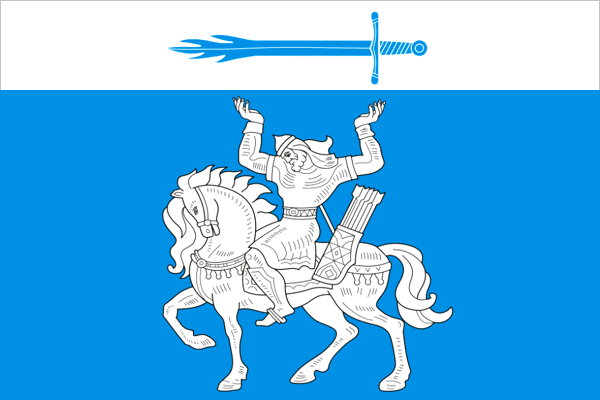
Флаг сельского поселения

В рамках организации местного самоуправления с 2004 по 2022 гг. в границах села существовало муниципальное образование Алманчиковское сельское поселение. Упразднено законом от 29 марта 2022 года в рамках преобразования муниципального района со всеми входившими в его состав поселениями путём их объединения в муниципальный округ. С 1 января 2023 года функционирует Алманчиковский территориальный отдел.

## Население
| Всего |          |                   |                   |                   |                   |                   |                   |                   |      |
| год   | 1727     | 1794              | 1869              | 1897              | 1926              | 1939              | 1979              | 2002              | 2006 |
| чел.  | 148 муж. | 151 муж. 171 жен. | 238 муж. 229 жен. | 387 муж. 402 жен. | 446 муж. 524 жен. | 586 муж. 680 жен. | 507 муж. 638 жен. | 492 муж. 533 жен. | 1025 |

| 2010 | 2012 | 2013 | 2014 | 2015 | 2016 | 2017 |
| ---- | ---- | ---- | ---- | ---- | ---- | ---- |
| 951  | ↘924 | ↘901 | ↘877 | ↘848 | ↘829 | ↘812 |
| 2018 | 2019 | 2020 | 2021 |      |      |      |
| ↘793 | ↘773 | ↘734 | ↘706 |      |      |      |

## Богоявленская церковь

Богоявленская церковь в с. Алманчикове

К строительству первой церкви Богоявления Господня в д. Алманчиково приступили в 1905 году. Она была освящена 3 июля 1908 года. Здание деревянное с такой же колокольней, в одной связи на фундаменте, окрашена снаружи и внутри белой, зелёной красками, покрыта железом. Церковь построена по проекту штабс-капитана Котелова при активной помощи И. Я. Яковлева. Она возведена на средства прихожан. Церковь в 1930-е годы несколько раз то закрывалась, то открывалась. Окончательно закрыта в 1936 году. Здание не сохранилось. Кирпичное здание православной Богоявленской церкви построено в 1996 году по проекту заслуженного строителя Чувашской Республики Леонтьева Валерия Валерьяновича. Под руководством священника Богоявленской церкви, иеромонаха Серафима на месте престола церкви Богоявления Господня с. Алманчиково братья Николай и Олег Федоровы на свои средства построили часовню.

## Основные даты изменения административно-территориального деления
- 1917 год — Буинский уезд,
- с 25.06.1920 — кантон Буинский,
- с 17.11.1921 по 1927 год — уезд Батыревский,
- с 1917 год — Тимбаевская волость,
- с 1918 года по 1927 год — Шемалаковская волость,
- с 01.10.1927 — Большебатыревский район,
- с 01.10.1927 — Алманчиковский сельсовет,
- с 19.05.1935 — Батыревский район,
- с 22.02.1939 — Чкаловский район,
- с 20.11.1957 — Батыревский район,
- с 14.06.1957 — Кзыл-Чишминский сельсовет,
- с 14.10.1991 — Алманчиковский сельсовет,
- с 2004 года — Алманчиковское сельское поселение,
- с 2023 года — Батыревский муниципальный округ.